# Mario Dijkhoff
Mario Asintho Dijkhoff (Aruba, 24 april 1950 - aldaar, 25 januari 2015) was een Arubaans dichter, linguïst en papiamentist. Hij deed onderzoek naar de spelling en de lexicografie van het Papiaments. Zijn sporen verdiende hij met de samenstelling van het Woordenboek Nederlands-Papiaments, Papiaments-Nederlands (1980), dat beschouwd wordt als het eerste uitgebreide lexicon van het Papiaments.
In 2008 kreeg hij de Arubaanse literaire prijs "Cadushi di Cristal" uitgereikt.

## Publicaties
Deze lijst is gebaseerd op Worldcat.
- Poesia te hasta pa bo, gedichtenbundel deel I en II (1976-1977)
- Woordenlijst Nederlands-Papiaments (1978)
- Woordenboek Nederlands-Papiaments, Papiaments-Nederlands (1980, samen met Magalis Vos de Jesus)
- Versuch einer neuen Orthographie für die Papiamento-Sprache mit einer Analyse der Orthographie von Maduro/Jonis (1984)
- Ortografija di Papiamento (1984)
- Gramatica di Papiamento (1990)
- Papiamento pa un y tur/Papiamento voor beginners (1993, samen met Marta Dijkhoff)
- Proverbio y dicho di Aruba (1997, bundel van Arubaanse spreekwoorden en gezegden)
- Terminologia gramatical (2001)
- Palabra di Antaño (2002)
- Expresion (2002, bundel van spreekwoorden en gezegden van Aruba en de Nederlandse Antillen)
- Sinonimo y reduplicacion (2002)
- Diferensia entre e Papiamento di Aruba i esun di Kòrsou (z.j.)